# Michel-Jack Chasseuil
Pour les articles homonymes, voir Chasseuil.
Michel-Jack Chasseuil, né le 5 décembre 1941 à La Chapelle-Bâton dans les Deux-Sèvres, est un collectionneur de vins français, dont de nombreux reportages et articles font connaître la cave riche de plus de 50 000 bouteilles. D'origine rurale et modeste, ouvrier puis cadre chez Dassault Aviation, grand amateur de vins, il collecte des milliers de bouteilles de grands vins et d'alcools. Une sélection des plus prestigieuses donne naissance à un ouvrage primé en 2010 comme « meilleur livre au monde sur le vin ». La Fondation Chasseuil est fondée pour assurer la pérennité de cette collection ainsi qu'un musée pour permettre son exposition à un plus large public.

## Biographie
Michel-Jack Chasseuil naît le 5 décembre 1941 à La Chapelle-Bâton, dans les Deux-Sèvres. Dès sa jeunesse, il collectionne les timbres, les minéraux… En 1960, il obtient un CAP de chaudronnier, et en 1963 il est embauché aux Établissements Dassault. Grâce aux cours du soir, il complète sa formation. En 1967, il part travailler comme dessinateur industriel en Afrique du Sud. Il revient en France en 1970, dessinateur chez Dassault. Il y finira sa carrière comme responsable des ventes à l'export.
Il hérite d'une amie, Mary Domergue, d'une propriété viticole de Pomerol : le château Feytit-Clinet, alors divisé entre deux propriétaires, qu'il réunifie avec son fils Jérémy Chasseuil.
En 1994, Michel-Jack Chasseuil fonde l'Académie internationale des vins rares, qui fait la promotion des grands vins et alcools. Son objectif est de léguer sa collection à une fondation. Plusieurs lieux sont envisagés : Bordeaux, Saint-Émilion, Paris. À cet effet est créée la Fondation Chasseuil, au conseil d'administration de laquelle siègent notamment la Compagnie Financière Edmond de Rothschild et la maison Guigal à Ampuis,.
En 2014, Michel-Jack Chasseuil est attaqué et séquestré chez lui par un groupe d'hommes cagoulés. Tenu sous la menace d'une arme à feu, torturé et menacé d'être tué pendant des heures, il refuse de céder à ses agresseurs malgré plusieurs doigts cassés. Ces derniers n'ont pas été en mesure de désactiver le système de sécurité et d'accéder à la précieuse collection qu'ils convoitaient. Cinq hommes sont par la suite interpellés puis condamnés à des peines de prison ferme,.
En 2020, il entreprend la construction, dans sa commune de La Chapelle-Bâton, du Muséum international des vins rares et spiritueux afin d'exposer et de partager sa collection riche de 3 000 caisses avec le public. Le lieu est composé dans sa partie souterraine d'une cave de 50 mètres de long et de 400 m2, ainsi qu'en surface d'un bâtiment d'accueil, d'un chai, d'une cafétéria, d'une boutique et d'espaces de dégustation, le tout entouré par un « Jardin des cépages », vignoble de 4 ha planté de diverses vignes du monde entier,. L'ouverture et l'inauguration de ce nouveau musée sont prévues pour l'été 2021.

## Collection
Après avoir collectionné les timbres et les minéraux, Michel-Jack Chasseuil s'intéresse aux grands vins. En 1980, il possède 50 millésimes du Château d'Yquem, et en 2009 plus de 120, ainsi que 90 millésimes de Petrus.
Sa collection comprend plus de 50 000 bouteilles et est généralement présentée par les experts comme « la plus belle cave du monde »,. Une polémique court au sujet de l'utilité de garder des vins anciens sans les boire. Michel-Jack Chasseuil considère qu'il est un conservateur des grands vins, comme le conservateur d'un musée, et insiste dans ses nombreuses interviews sur son désir de transmettre sa collection. En 2014, l'État lui adresse une imposition au titre de l'ISF, pour un montant de 2 millions d'euros, basée sur des estimations de la valeur de sa cave. Michel-Jack Chasseuil répond que sa collection ne génère pas de bénéfices, mais que la Russie ou la Chine sont prêtes à l'accueillir.
Ne pouvant plus suivre la hausse importante des cours pour acquérir chaque année des caisses de Petrus, de Romanée-Conti ou de Screaming Eagle, il lance en 2015 l'idée de dégustations prestigieuses, et payantes, au profit de sa fondation.

## Publications
Michel-Jack Chasseuil publie en 2010 aux Éditions Glénat un ouvrage de référence, avec la collaboration de l'expert en vins Gilles du Pontavice : 100 bouteilles extraordinaires de la plus belle cave du monde. Cet ouvrage, traduit en neuf langues, reçoit en 2011 le prix « Hall of Fame » du meilleur ouvrage consacré au vin, lors de la cérémonie des Gourmand World Cookbook Awards à Paris.
Ce livre est préfacé par Michael Broadbent et Michel Bettane. Après une autobiographie, de son enfance dans une famille modeste au statut de grand collectionneur, 100 bouteilles sont présentées, avec leur description, leur qualité, et les circonstances de leur achat. De nombreux médias, télévisions et magazines ont publié des reportages sur sa cave, suscitant des convoitises et des offres d'achat importantes.

## Les cent bouteilles extraordinaires selon Michel-Jack Chasseuil
Michel-Jack Chasseuil, à partir de sa collection, a sélectionné une centaine de bouteilles qu'il considère comme extraordinaires. Quatorze pays sont représentés pour la partie vins et trois pour les spiritueux. La France occupe la première place dans ses choix. La sélection regroupe des vins de quasiment toutes les plus importantes régions viticoles mais le Bordelais et la Bourgogne sont les plus représentées. La section des vins rouges de Bordeaux est la plus importante de l'ouvrage et comprend tous les premiers crus.
| Pays           | Région/Appellation                        | Domaine/Cuvée                                             | Millésime        | Contenant       |
| -------------- | ----------------------------------------- | --------------------------------------------------------- | ---------------- | --------------- |
| France         | Bordeaux - Pauillac                       | Château Mouton Rothschild                                 | 1982             | Impériale (6 l) |
| France         | Bordeaux - Pauillac                       | Château Mouton Rothschild                                 | 1945             | Magnum          |
| France         | Bordeaux - Pauillac                       | Château Latour                                            | 1899             | Bouteille       |
| France         | Bordeaux - Pauillac                       | Château Lafite Rothschild                                 | 1959             | Bouteille       |
| France         | Bordeaux - Graves                         | Château Haut-Brion                                        | 1945             | Bouteille       |
| France         | Bordeaux - Graves                         | Château La Mission Haut-Brion                             | 1961             | Bouteille       |
| France         | Bordeaux - Saint-Émilion                  | Château Ausone                                            | 1921             | Bouteille       |
| France         | Bordeaux - Saint-Émilion                  | Château Ausone                                            | 1959             | Bouteille       |
| France         | Bordeaux - Saint-Émilion                  | Château Cheval Blanc                                      | 1947             | Bouteille       |
| France         | Bordeaux - Margaux                        | Château Margaux                                           | 1900             | Magnum          |
| France         | Bordeaux - Margaux                        | Château Palmer                                            | 1847             | Bouteille       |
| France         | Bordeaux - Margaux                        | Château Palmer                                            | 1870             | Bouteille       |
| France         | Bordeaux - Margaux                        | Château Bel Air-Marquis d'Aligre                          | 1850             | Bouteille       |
| France         | Bordeaux - Margaux                        | Vin de Louise                                             | 1848             | Bouteille       |
| France         | Bordeaux - Pomerol                        | Petrus                                                    | 1914             | Bouteille       |
| France         | Bordeaux - Pomerol                        | Petrus                                                    | 1945             | Bouteille       |
| France         | Bordeaux - Pomerol                        | Petrus                                                    | 1947             | Bouteille       |
| France         | Bordeaux - Pomerol                        | Château Le Pin                                            | 1982             | Bouteille       |
| France         | Bordeaux - Pomerol                        | Château Lafleur (en)                                      | 1947             | Bouteille       |
| France         | Bordeaux - Pomerol                        | Château Lafleur (en)                                      | 1961             | Bouteille       |
| France         | Bordeaux - Pomerol                        | Château L'Évangile (en)                                   | 1961             | Bouteille       |
| France         | Bordeaux - Pomerol                        | Château Trotanoy (en)                                     | 1945             | Bouteille       |
| France         | Bordeaux - Pomerol                        | Château Latour à Pomerol (en)                             | 1929             | Bouteille       |
| France         | Bordeaux - Pomerol                        | Château Latour à Pomerol (en)                             | 1961             | Bouteille       |
| France         | Bordeaux - Pomerol                        | Château Feytit-Clinet (en)                                | 1870             | Bouteille       |
| France         | Bordeaux - Pomerol                        | Château Feytit-Clinet (en)                                | 1893             | Bouteille       |
| France         | Bordeaux - Saint-Julien                   | Château Gruaud Larose                                     | 1865             | Bouteille       |
| France         | Bordeaux - Sauternes                      | Château d'Arche                                           | 1893             | Bouteille       |
| France         | Bordeaux - Sauternes                      | Château Suduiraut                                         | 1899             | Bouteille       |
| France         | Bordeaux - Sauternes                      | Château d'Yquem                                           | 1811             | Bouteille       |
| France         | Bordeaux - Sauternes - Barsac             | Château Coutet                                            | 1900             | Bouteille       |
| France         | Bordeaux - Sauternes - Barsac             | L'Extravagant de Doisy-Daëne                              | 1997             | Bouteille       |
| France         | Bourgogne - Côte de Nuits                 | Christophe Roumier - Musigny                              | 2005             | Bouteille       |
| France         | Bourgogne - Côte de Nuits                 | Henri Jayer - Richebourg                                  | 1978             | Bouteille       |
| France         | Bourgogne - Côte de Nuits                 | Domaine de la Romanée-Conti - La Tâche                    | 1971             | Bouteille       |
| France         | Bourgogne - Côte de Nuits                 | Maison Leroy (en) - Grands Échezeaux                      | 1959             | Bouteille       |
| France         | Bourgogne - Côte de Nuits                 | Héritiers Cosson - Clos des Lambrays                      | 1937             | Bouteille       |
| France         | Bourgogne - Côte de Nuits                 | Domaine Henry Lamarche - La Grande Rue                    | 1934             | Bouteille       |
| France         | Bourgogne - Côte de Nuits                 | Domaine Armand Rousseau (en) - Chambertin                 | 1933             | Bouteille       |
| France         | Bourgogne - Côte de Nuits                 | Domaine Liger-Belair - La Romanée                         | 1926             | Bouteille       |
| France         | Bourgogne - Côte de Nuits                 | Domaine de la Romanée-Conti - Romanée-Conti               | 1921             | Bouteille       |
| France         | Bourgogne - Côte de Nuits                 | Domaine de la Romanée-Conti - Romanée-Conti               | 1945             | Bouteille       |
| France         | Bourgogne - Côte de Nuits                 | Félix Clerget - Clos de Vougeot                           | 1811             | Bouteille       |
| France         | Bourgogne - Côte de Beaune                | Jean-François Coche-Dury (en) - Corton-Charlemagne        | 1996             | Bouteille       |
| France         | Bourgogne - Côte de Beaune                | Domaine Ramonet (en) - Montrachet                         | 1979             | Bouteille       |
| France         | Vallée du Rhône nord                      | Marcel Guigal - Côte-Rôtie - La Mouline                   | 1976             | Bouteille       |
| France         | Vallée du Rhône nord                      | Jean-Louis Chave - Ermitage - Cuvée Cathelin              | 1990             | Bouteille       |
| France         | Vallée du Rhône nord                      | Paul Jaboulet - Hermitage - La Chapelle                   | 1947             | Bouteille       |
| France         | Vallée du Rhône nord                      | Paul Jaboulet - Hermitage - La Chapelle                   | 1961             | Bouteille       |
| France         | Vallée du Rhône sud - Châteauneuf-du-Pape | Château Rayas                                             | 1959             | Bouteille       |
| France         | Vallée du Rhône sud - Châteauneuf-du-Pape | Henri Bonneau - Clos des Célestins                        | 1942             | Bouteille       |
| France         | Vallée du Rhône sud - Châteauneuf-du-Pape | Domaine Roger Sabon                                       | 1921             | Bouteille       |
| France         | Vallée du Rhône sud - Châteauneuf-du-Pape | Domaine Roger Sabon                                       | 1959             | Bouteille       |
| France         | Alsace                                    | André Ostertag - Work                                     | 1989             | Bouteille       |
| France         | Alsace                                    | Domaine Zind-Humbrecht - Gewurztraminer Clos Windsbuhl    | 1989             | Bouteille       |
| France         | Champagne                                 | Krug - Clos d'Ambonnay                                    | 1995             | Bouteille       |
| France         | Champagne                                 | Salon                                                     | 1928             | Bouteille       |
| France         | Champagne                                 | Bollinger                                                 | 1928             | Bouteille       |
| France         | Loire                                     | Domaine Patrick Baudouin - Le sens du Chenin              | 1997             | Bouteille       |
| France         | Jura                                      | Domaine Bouvret - Vin de paille                           | 1893             | Bouteille       |
| France         | Jura                                      | Domaine Bourdy - Château-Chalon                           | 1895             | Bouteille       |
| France         | Languedoc-Roussillon                      | Grenache                                                  | 1868             | Bouteille       |
| France         | Languedoc-Roussillon                      | Mas Amiel - Maury                                         | 1924             | Bouteille       |
| France         | Armagnac                                  | Comte de Lamaëstre                                        | 1893             | Bouteille       |
| France         | Armagnac                                  | Domaine d'Escoubès - G. Joseph Laberdolive - Bas-Armagnac | 1904             | Bouteille       |
| France         | Cognac                                    | Rémy Martin - Cuvée Louis XIII                            | -                | Bouteille       |
| France         | Cognac                                    | Hine                                                      | 1863             | Bouteille       |
| France         | Cognac                                    | Grande Fine Champagne - Réserve d'Austerlitz              | 1805             | Bouteille       |
| France         | Cognac                                    | Vendanges de la Révolution                                | 1789             | Bouteille       |
| France         | Cognac                                    | Dudognon - Grande Champagne - Paradis                     | 1874             | Bouteille       |
| France         | Calvados                                  | Huet                                                      | 1865             | Bouteille       |
| France         | Autres spiritueux                         | Bénédictine                                               | Début XXe siècle | Bouteille       |
| France         | Autres spiritueux                         | Chartreuse                                                | 1869             | Bouteille       |
| France         | Autres spiritueux                         | Marie Brizard du Titanic                                  | 1912             | Bouteille       |
| Espagne        | Ribera del Duero                          | Vega Sicilia Unico                                        | 1942             | Bouteille       |
| Espagne        | Montilla-Moriles                          | Toro Albala - Pedro Ximénez                               | 1844             | Bouteille       |
| Espagne        | Jerez de La Frontera                      | Nicolas                                                   | 1811             | Bouteille       |
| Espagne        | Jerez de La Frontera                      | Nicolas - Trafalgar                                       | 1805             | Bouteille       |
| Espagne        | Malaga                                    | Épave de la Marie-Thérèse                                 | 1800             | Bouteille       |
| Portugal       | Porto                                     | Quinta do Noval - Nacional                                | 1931             | Bouteille       |
| Portugal       | Porto                                     | King's Port                                               | 1848             | Bouteille       |
| Portugal       | Porto                                     | Hunt's                                                    | 1735             | Bouteille       |
| Portugal       | Madère                                    | Nicolas - Impérial                                        | 1835             | Bouteille       |
| Italie         | Vénétie                                   | Giuseppe Quintarelli - Amarone della Valpolicella         | 1990             | Bouteille       |
| Italie         | Bolgheri                                  | Sassicaia - Vino da Tavola                                | 1985             | Bouteille       |
| Italie         | Barbaresco                                | Angelo Gaja (en)                                          | 1961             | Bouteille       |
| Italie         | Brunello di Montalcino                    | Biondi-Santi (en)                                         | 1955             | Bouteille       |
| Italie         | Sicile (de)                               | Duc d'Aumale - Vin de Zucco                               | 1865             | Bouteille       |
| Italie         | Sicile (de)                               | Vin de Syracuse                                           | 1850             | Bouteille       |
| Italie         | Sicile (de)                               | De Bartoli - Marsala                                      | 1830             | Bouteille       |
| Italie         | Sicile (de)                               | De Bartoli - Marsala                                      | 1860             | Bouteille       |
| Italie         | Vinaigre balsamique                       | Leonardi                                                  | 1850             | Bouteille       |
| Allemagne      | Moselle                                   | Egon Müller - Scharzhofberg (de) - Trockenbeerenauslese   | 1975             | Bouteille       |
| Allemagne      | Moselle                                   | Joh. Jos. Prüm (en) - Bernkastel - Trockenbeerenauslese   | -                | Bouteille       |
| Hongrie        | Tokay                                     | Eszencia                                                  | 1947             | Bouteille       |
| Hongrie        | Tokay                                     | Prince Otto de Habsbourg                                  | 1901             | Bouteille       |
| Russie         | Crimée                                    | Muscat de Massandra,                                      | 1934             | Bouteille       |
| Russie         | Crimée                                    | Muscat de Massandra,                                      | 1945             | Bouteille       |
| Russie         | Crimée                                    | Cagore de Massandra                                       | 1933             | Bouteille       |
| Russie         | Crimée                                    | Muscat de Magaratch                                       | 1924             | Bouteille       |
| Russie         | Crimée                                    | Massandra - Lacrima Christi                               | 1897             | Bouteille       |
| Russie         | Crimée                                    | Massandra - Red Port                                      | 1891             | Bouteille       |
| Russie         | Crimée                                    | Massandra - The Honey of Altea Pastures                   | 1886             | Bouteille       |
| Russie         | Crimée                                    | Massandra - Muscat de Lunel                               | 1848             | Bouteille       |
| Russie         | Crimée                                    | Madère de Massandra                                       | 1837             | Bouteille       |
| Malte          | -                                         | Gouttes de Malte                                          | 1850             | Bouteille       |
| Chypre         | -                                         | Commanderia                                               | 1845             | Bouteille       |
| Croatie        | Croatie Continentale                      | Graševina blanc                                           | 1948             | Bouteille       |
| Liban          | Vallée de la Bekaa                        | Château Musar blanc                                       | 1954             | Bouteille       |
| Écosse         | Whisky                                    | Macallan                                                  | 1938             | Bouteille       |
| États-Unis     | Napa Valley                               | Screaming Eagle (en)                                      | 1997             | Bouteille       |
| États-Unis     | Napa Valley                               | Harlan Estate (en)                                        | 1994             | Bouteille       |
| États-Unis     | Napa Valley                               | Martha's Vineyard (en)                                    | 1974             | Bouteille       |
| Australie      | South Australia (en)                      | Penfolds Grange (en)                                      | 1990             | Bouteille       |
| Afrique du Sud | Constancia                                | Klein Constancia (en)                                     | 1885             | Bouteille       |
| Antilles       | Rhum                                      | Lameth                                                    | 1886             | Bouteille       |

La collection de Michel-Jack Chasseuil comprend aussi des bouteilles d'Argentine, d'Autriche, du Canada, du Chili, de Grèce, du Mexique, de Moldavie, de Nouvelle-Zélande, de Roumanie, de Slovénie et de Suisse.

## Décorations
- Chevalier de l'ordre national du Mérite